# Kaple svatého Petra a Pavla (Lhotka)
Kaple svatého Petra a Pavla je klasicistní kaple snad z 1. poloviny 19. století v Praze-Lhotce. Pod památkovou ochranou je od 3. května 1958.
Výklenková kaple svatého Petra a Pavla byla postavena v klasicistním stylu snad v první polovině 19. století, prý až 20 let po skončení napoleonských válek na jejich památku. V zaklenutém výklenku kapličky je vystavena mozaika, na níž jsou vyobrazeni svatý Petr a Pavel společně s ukřižovaným Kristem. Ta je chráněna kovanou mříží. Výklenek je zároveň obklopen toskánskými pilastry.